# Brough Motorcycles
|  | No s'ha de confondre amb Brough Superior. |

Brough Motorcycles fou una marca anglesa de motocicletes fabricades per William E. Brough a Nottingham entre 1902 i 1926, després d'unes primeres proves amb tricicles motoritzats. El fill de William, George Brough, va crear una altra empresa de motocicletes, Brough Superior, que és especialment recordada per tenir entre els seus clients a Lawrence d'Aràbia.

## Història
La primera moto Brough, feta el 1902, duia el motor monocilíndric penjat del tub descendent del xassís. El 1908, la firma disposava d'una gamma de models amb motors monocilíndrics de 2,5 CV i bicilíndrics en V ("V-twin") de 3,5 CV, tots ells fabricats per Brough. El 1912, l'empresa disposava d'un bicilíndric en V de 6 CV i fabricava també un motor de 8 CV destinat al Brough Monocar.

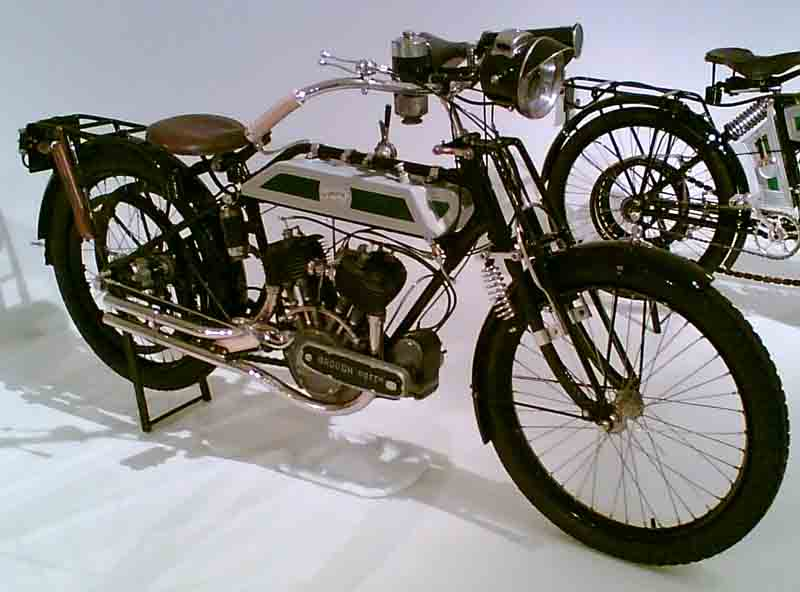
Una Brough V-twin de 1913

El 1913, William Brough va desenvolupar un motor bicilíndric pla, alineat amb el xassís. Aquest motor de 497 cc, amb vàlvules aèries i un diàmetre per carrera de 70 x 64,5 mm, duia un magneto instal·lat a dalt i una caixa de canvis de 2 velocitats a sota. A finals de 1914 ja havia substituït tots els altres motors de la gamma Brough i per al 1915 només s'emprava en 3 models de motocicleta. Els tres models eren l'HS, equipat amb un engranatge de contraeixos de dues velocitats accionat per embragatges d'empenta, amb transmissió per cadena a la caixa de canvis i per corretja de goma John Bull a la roda posterior, sobre una politja ajustable que permetia variar la gamma d'engranatges superiors (no es proporcionava ni embragatge ni sistema d'arrencada); el segon model era l'HB, equipat amb caixa de canvis de pinyó Sturmey-Archer de tres velocitats i arrencada per maneta. El tercer model era l'HTT, molt similar a l'HS però equipat amb un motor especialment ajustat amb pistons d'acer lleugers d'alta compressió, arbres de lleves diferents i lubrificació especial del cilindre frontal.
Durant la Primera Guerra Mundial, Brough va presentar un bicilíndric pla més gran de 6 CV, amb un diàmetre per carrera de 70 x 90 mm (692 cc) que tenia molt en comú amb els bicilíndrics en V de 6 CV anteriors.
A finals de 1918, Brough va anunciar que concentraria inicialment la producció en la seva motocicleta bicilíndrica plana de 489 cc. La moto es va sotmetre en bancs de proves a règims de 14 CV a 4.200 rpm i podia pujar a les 5.600 rpm, cosa força elevada però que George Brough garantia "fins a l'import de 100 lliures esterlines". El motor tenia capçals desmuntables amb bases integrals de les vàlvules i els balancins "tancats en caixes d'alumini acurades". Pistons lleugers d'alumini, cigonyal del rodament de rodets i dos arbres de lleves muntats en rodaments de boles eren altres indicis de la feina de desenvolupament feta durant la guerra.
Originalment, el fill de William Brough, George, fou soci de l'empresa paterna, però se'n va separar el 1919 i va fundar la seva pròpia fàbrica, també a Nottingham. Les motos que produí les va anomenar "Brough Superior", cosa que va fer que el seu pare comentés irònicament, en saber-ho, «Suposo que això converteix les meves en Brough Inferior» ("I suppose that makes mine the Brough Inferior").
Les dues mides del motor bicilíndric pla Brough encara estaven en producció el 1922, quan l'empresa en va anunciar una versió modificada amb extensors de lleva de rodets, pistons lleugers d'alumini, bases de vàlvules extraïbles i la base del motor ampliada per a permetre-hi el muntatge de la caixa de tres velocitats Sturmey-Archer. William Brough va continuar produint motocicletes sota la marca original "Brough" fins al 1926.